# Donoghue vs. Stevenson
Donoghue vs. Stevenson is een mijlpaalarrest van 26 mei 1932 in het Schots en Engels aansprakelijkheidsrecht gewezen door het Hogerhuis. Het legde de basis voor modern begrip van nalatigheid en was de basis voor het zorgvuldigheidsbeginsel.
Deze zaak staat ook bekend als de "slak-in-de-fles-zaak". 

## Feiten
In een café in Paisley dronk Donoghue gemberbier. In de bierfles zat een dode slak. Donoghue werd ziek en sleepte de producent van het bier, Stevenson, voor de rechter. 

## Recht
Donoghue beargumenteerde dat de producent zijn zorgvuldigheidsplicht ten aanzien van haar had geschonden doordat het redelijkerwijze voorzienbaar was dat er niet in slagen om de veiligheid van het product te garanderen tot schade zou leiden in hoofde van de consument. Er was ook sprake van een voldoende hechte band tussen consumenten en producenten.

## Relevantie
De rechter veroordeelde Stevenson tot schadevergoeding voor het schenden van de zorgvuldigheidsplicht. Het Hogerhuis stelde dat er immers iets bestond zoals het neighbour principle.
Deze zaak is ongewoon voor het Engels recht in die zin dat het een algemeen principe installeert, terwijl in common law-jurisdicties quasi altijd casuïstisch wordt geredeneerd.